# L-62アンティ II
L-62アンティ II(スウェーデン語: Luftvärnskanonvagn L-62 Anti II)は、第二次世界大戦中、スウェーデンのランズヴェルク社によって開発された対空自走砲である。

## 概要
L-62は、それ以前にランズヴェルク社が開発した軽戦車、L-60からエンジンやトランスミッション、サスペンションなど多くのコンポーネントを流用し、1940年から1941年にかけて開発された。ただし車体は搭載砲に合わせて全長、全幅とも大型の専用のもので、転輪も似た形状ではあるがL-60軽戦車のものより小径で、片側5つに増やされている。
武装は1930年代に同じくスウェーデンのボフォース社が開発し、輸出兵器として成功を収めていた60口径40mm機関砲で、これを360度回転可能な、上面のみ開放式の大型砲塔に搭載した。
スウェーデン軍には採用されなかったが、少数がフィンランドに輸出されて対ソ戦（継続戦争）で使われたほか、小改良型が40Mニムロードとしてハンガリーでライセンス生産された。

## 戦歴

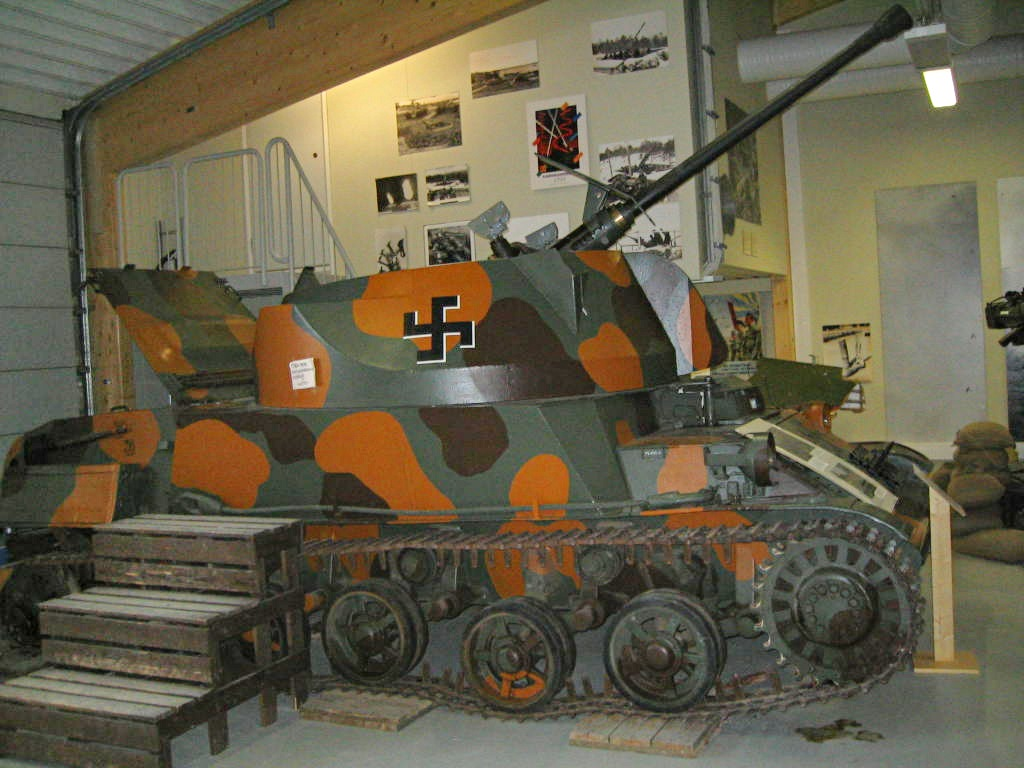
フィンランド、トゥースラ対空兵器博物館に現存するアンティII（Ps.455-6号車）

フィンランドは冬戦争後、1941年4月にスウェーデンに6両のL-62を発注した。武装のボフォース40mm機関砲は、すでにハンガリー製ライセンス品をスウェーデン経由で購入・保有していたため、予算節約のため購入したのは武装抜きの車体で、購入価格は1両あたり16万5000スウェーデン・クローナであった。砲の搭載は最初の1両のみがスウェーデンで、残りはフィンランド国内で行われた。L-62は翌年に全てフィンランドに到着、この6両で装甲防空中隊が編成された。これらは当初R-901～R-906の登録番号を与えられたが、1943年夏、登録番号システムの変更によりPs.455-1～Ps.455-6となった。
1944年夏、ソ連軍の攻勢が始まると、防空中隊は戦車師団とともにカレリア戦線に投入された。中隊は6月11日から7月11日にかけての戦闘で10機のソ連機を撃墜し、フィンランド軍戦車部隊の対空防御に貢献した。
フィンランド軍の6両のL-62はすべて大戦を生き延び、戦後も長く軍籍にあった。2008年現在、少なくとも4両がフィンランド国内に保存されており、動態保存されて可動状態の車両もある。
また、ハンガリーでは「40M ニムロード(40M Nimród)」として135両がライセンス生産され、対ソ戦に投入された。

## 参考資料
- Bonhard Attila, Sárhidai Gyula, Winkler László: A Magyar Királyi Honvédség Fegyverzete, Zrínyi Katonai Kiadó, Budapest, 1992., ISBN 963 327 182 7
- Esa Muikku, Jukka Purhonen, SUOMALAISET PANSSARIVAUNUT 1918 - 1997(THE FINNISH ARMOURED VEHICLES), APALI 1992
- Terry Gander, THE 40mm BOFORS GUN, Patrick Stephens Limited, Wellingborough 1986
- Csaba Becze, Magyar Steel, STRATUS, 2006